# Officium Hebdomadæ Sanctæ

L’Officium Hebdomadæ Sanctæ est une œuvre de Tomás Luis de Victoria, composée et publiée à Rome en 1585, en faveur des célébrations de la Semaine Sainte. Cette œuvre est de nos jours considérée comme un des compositions les plus remarquables de Victoria avec son Officium Defunctorum (1605).

## Histoire

### Situation du chant liturgique dans l'Église catholique auXVIesiècle
Il est possible que le motif de cette publication en 1585 soit attribué à un compositeur-prêtre talentueux et à sa foi profonde. Néanmoins, il n'est pas inutile de résumer la situation de la liturgie catholique au XVIe siècle, afin de mieux comprendre le contexte de ce chef-d'œuvre.
Bien entendu, la Contre-Réforme apparaît comme une vaste opération contre la réforme protestante. De surcroît, considérablement critiqué par les humanistes, le chant grégorien devait être révisé, mais en même temps dénaturé. L'Édition médicéenne (1614-1615) n'était autre que le plain-chant, mal traité. En fait, le premier projet, confié en 1577 à Giovanni Pierluigi da Palestrina, avait été suspendu, à la suite de l'intervention de Philippe II d'Espagne qui ne voulait pas de réforme liturgique drastique. D'ailleurs, pour lutter contre le protestantisme, le Saint-Siège fit sortir le cérémonial de Clément VIII (1600) dans lequel le chant était souvent exécuté en alternance entre la schola et l'orgue. Ce grand guide de la liturgie soulignait donc la richesse de la musique sacrée catholique alors que le calvinisme interdisait toute musique pendant les célébrations. Mais, d'après l'usage du cérémonial, remplacée par l'orgue, la moitié du texte n'était pas chantée.
Pourtant, la réforme de l'Église fit en sorte que le rite tridentin est toujours en usage de nos jours. Ainsi, en 1538, le concile provincial de Cologne condamnait les séquences, en raison de leur mauvaise qualité issue des textes non bibliques, ainsi que de leur adoption sans autorisation. La révision du missel fut finalement décidée à la suite du concile de Trente, et en 1570 fut publié le Missale Romanum, avec, pour la première fois, les textes officiels de la messe. Dans ce missel romain, les 4.500 séquences étaient entièrement supprimées, à l'exception des quatre chefs-d'œuvre, y compris le Stabat Mater. Ce mouvement de réforme liturgique, surtout spirituel, évolua avec la fondation de la congrégation de l'Oratoire à Rome par saint Philippe Néri en 1575. Celle-ci favorisait notamment l'intensification et l'approfondissement de la liturgie, en accueillant des musiciens éminents et importants. D'une part, il s'agissait de Giovanni Animuccia, maître de chapelle de la Cappella Giulia de la basilique Saint-Pierre du Vatican. D'autre part, deux compositeurs espagnols : Fernando de las Infantas et Tomás Luis de Victoria.
Mais pourquoi des musiciens espagnols ? Les études de Friedrich Gennrich et de Mgr Higinio Anglés ont montré les effets importants du chemin de Saint-Jacques, après que les moines de Cluny avaient entièrement remplacé, au XIe siècle, le chant mozarabe par le chant grégorien. Ainsi, la chapelle royale de Thibaut Ier de Navarre (1234-1253), équivalent de la Sainte-Chapelle sous le règne de Saint Louis (1226-1270), était étroitement liée à la Notre-Dame de Paris, et plus tard, à la cour pontificale d'Avignon. D'où, dans la péninsule Ibérique une immense diffusion de la musique liturgique. Les pratiques et enseignements de bonne qualité de la liturgie y étaient assurés dans les cathédrales. Par exemple, Fernando de las Infantas, un noble, n'avait pas besoin de quitter sa ville natale Cordoue grâce aux qualités de la formation au sein de la cathédrale de Cordoue.
En résumé, les compositeurs espagnols étaient, à cette époque-là, tout à fait capables de servir les cérémonies et préceptes de l'Église, au même titre que Palestrina.

### Publication de Victoria en 1585

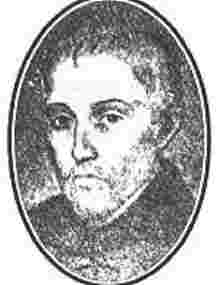
Tomás Luis de Victoria
(† 1611).

L'Officium Hebdomadæ Sanctæ fut publié à Rome en 1585. Le nom du compositeur, Tomás Luis de Victoria, était indiqué sur la première de couverture [lire en ligne].
L'œuvre n'apparut pas ex nihilo. Les études récentes indiquent que le manuscrit 186 de la chapelle Sixtine était déjà en usage avant 1585. Les compositions n'étaient pas identiques. Il apparaît surtout que la publication omet quelques versets de la version du manuscrit. Selon l'étude de Thomas Rive (1965), il est évident que Tomás Luis de Victoria a sans cesse révisé et remanié par exemple un certain nombre de Lamentations jusqu'à leur publication. Le résultat démontre une grande évolution dans le raffinement de l'œuvre, due aux années de maturité du compositeur.
Le prêtre de l'Oratoire ne laissa aucun commentaire au regard de cette publication, ni approbation ni préface dans ce livre de chant. Cela suggère que la composition avait été effectuée selon sa propre intention. Traditionnellement, on considérait que l'œuvre est dédiée à la Sainte Trinité en raison de la doxologie à la dernière strophe de l'hymne Vexilla Regis [lire en ligne],. Il est vrai que cette strophe se trouve à la page où la dédicace est normalement placée. Le musicologue Eugene Cramer demeure cependant prudent, dans son livre paru en 2017. Selon lui, il est vrai que cette dernière strophe de l'œuvre souligne la victoire de Jésus-Christ contre la mort ; ce qui non seulement structure cette œuvre, mais également exprime une sincère manifestation de la foi du compositeur. Mais, Cramer pense que ce n'est pas suffisant pour accréditer cette hypothèse de dédicace.
Quoi qu'il en soit, il s'agissait, pour le compositeur-prêtre espagnol, du point final de sa vie dans « la ville éternelle ». En effet, il quitta Rome à une date inconnue entre 1585 et 1587, et rentra en Espagne en faveur des services réservés à Marie d'Autriche.
Vingt-cinq ans plus tard, une autre publication monumentale, Vespro della Beata Vergine (1610) de Claudio Monteverdi, ouvrait une nouvelle page dans l'histoire de la musique. Toutefois, l'œuvre de Victoria se tient à l'écart de telles tendances modernistes. Au sein du Vatican, le chant grégorien et, secondairement, la polyphonie de la Renaissance sont toujours considérés comme chants de l'Église par excellence (motu proprio Inter pastoralis officii sollicitudes (1903), constitution apostolique Divini cultus sanctitatem (1928), encyclique Musicæ sacræ disciplina (1955), Sacrosanctum Concilium (1963)). Si ces documents pontificaux ne mentionnent que le nom de Palestrina dont Victoria fut l'élève, par la célébration au sein du Saint-Siège durant la Semaine Sainte, le Saint-Siège exprimait et exprime toujours sa confiance en faveur de ce chef-d'œuvre monumental du compositeur-prêtre espagnol.

## Œuvre

### Composition de Victoria
L'œuvre est constituée de 37 pièces, parmi lesquelles 33 furent composées pour cette publication,. Si les offices de la Semaine Sainte existaient en chant monodique, par exemple en grégorien, Tomás Luis de Victoria remplaça un certain nombre de chants par des pièces en style polyphonique, afin d'amplifier la solennité de la célébration. C'est ainsi que la publication de 1585 ne se composait que de pièces polyphoniques, tandis que furent entièrement supprimés les versets chantés par les célébrants en monodie [manuscrit et partitions contemporaines en ligne] :
1. Pour les Jeudi Saint, Vendredi Saint et Samedi Saint, le compositeur fait chanter les Lamentations de Jérémie traditionnellement réservées aux matines[6], nocturnus I, (Lectiones I - III). Si ces motets commencent à 4 voix, le compositeur fait évoluer sa musique, pour le verset Ierusalem, Ierusalem, convertere ad Dominum Deum tuum (Jérusalem, Jérusalem, convertissez-vous au Seigneur votre Dieu), avec une véritable amplification musicale jusqu'à 6 voix.
2. Ces Lamentations sont suivies d'une série de Tenebræ responsories à 4 voix. Il s'agit des nocturnus II (pièces IV - VI) et des nocturnus III (VII - IX). Si ces pièces restent plus modestes, leur composition fut effectuée avec soin, soit en C(cantus = soprano en voix de garçon[ec 5])ATB, soit en CCAT (pour les deuxièmes répons). De surcroît, les troisièmes répons possèdent respectivement leur conclusion avec une structure développée ABCBAB au lieu de celle d'ABCB pour les deux premiers[6].
3. La caractéristique des deux Passions, du dimanche des Rameaux et du Vendredi saint, est l'humilité. Le compositeur-prêtre laissait l'exécution aux solistes, à savoir un prêtre pour la figure de Jésus-Christ, ainsi que quelques autres religieux. Ainsi, l'essentiel de ces Passions est chanté en monodie[9], selon la tradition. Comme les Passions composées tardivement, le chœur représente la foule, c'est-à-dire le peuple juif ou les soldats romains du gouverneur, ce qui crée un véritable effet dramatique.
4. Pour le Benedictus et le psaume 50 Miserere Dei meus, chantés après les Lamentations et répons, Tomás Luis de Victoria composa ses versions pour le chœur au lieu des chants monodiques traditionnels. Ces deux œuvres, à 4 voix CATB simplement, sont chantées durant trois jours. En regard du Benedictus, sont exécutés en monodie les versets Benedictus Dominus, Deus Israel... (I et II) et Sicut locutus... (V et VI) ; donc la composition de Victoria ne comprend pas ces versets.
5. De même, le compositeur espagnol remplaça d'importantes pièces monodiques par une polyphonie développée. Il s'agit de l'antienne Pueri hebræorum, de l'Hymne Tantum ergo, des Impràoperia, de l'hymne Vexilla Regis. Ainsi, on chante l'hymne de saint Thomas d'Aquin Pange lingua jusqu'au verset 4 en grégorien et en procession, puis Tantum ergo à 4 voix.

L'exécution de l'Officium Hebdomadæ Sanctæ, initialement publié en notation mesurale blanche, favorise donc l'accord avec le chant grégorien, musique en prose. Raison pour laquelle d'importants enregistrements ont été réalisés avec la participation de spécialistes de ce chant monodique (moines de l'abbaye Saint-Dominique de Silos en 1972 ; ensemble Schola Antiqua en 2004). En effet, chaque pièce fait entendre un profond accord du texte et de la musique, tout comme le chant grégorien.
Par ailleurs, si cette œuvre demeure fortement liturgique, le dramatisme choral y est manifeste, dans les Passions. On peut imaginer l'influence du théâtre jésuite en raison du Collège romain où le compositeur avait passé quelque temps.

### Texte concernant
1. Dimanche des Rameaux [lire en ligne]
2. Jeudi saint
3. Vendredi saint [lire en ligne]
4. Samedi saint
5. Voir aussi Officium Hebdomadæ Sanctæ, Iuxta ritum Sacri Ordinis FF. Prædicatorum en monodie (Paris, 1700) [lire en ligne]

### Dominica in ramis palmarum
En faveur du dimanche des Rameaux, trois pièces furent composées (folios 1 - 11), y compris la Passion selon saint Matthieu.
- I (1 et 2) : Pueri hebræorum (antienne à 4 voix CATB)
- II (3 - 9) : Passio secundum Mathaeum (à 4 voix CATB pour le peuple juif et les soldats)
- III (10 et 11) : O Domine Iesu Christe, In elevatione Domini (à 6 voix CAATTB)

### Feria quinta in cœna Domini
Le Jeudi saint, distingué de la cène, se compose, dans cette œuvre, de douze pièces (no 4 - 15, folios 12 - 36) parmi lesquelles les Benedictus et Miserere mei Deus (no 13 et 14) sont chantés pendant trois jours, jusqu'au Samedi saint.
- IV (12 - 14) : Incipit lamentatio Ieremiæ (lecture I de Lamentations de Jérémie à 4 voix CCAB puis 5 voix CCATB pour Ierusalem, Ierusalem, convertere ad Dominum Deum tuum)
- V (15 - 17) : Vau. Et egressus est (lecture II à 4 voix CATB, 5 voix CCATB)
- VI (18 - 20) : Iod. Manum suam (lecture III à 5 voix CCATB, 6 voix CCAATB)
- VII (21) : Amicus meus (répons IV à 4 voix CATB)
- VIII (22) : Iudas mercator pessimus (répons V à 4 voix CCAT)
- IX (23) : Unus ex discipulis (répons VI à 4 voix CATB)
- X (24 et 25) : Eram quasi agnus (répons VII à 4 voix CATB)
- XI (26) : Una hora (répons VIII à 4 voix CCAT)
- XII (27 et 28) : Seniores populi (répons IX à 4 voix CATB)
- XIII (29 - 31) : Benedictus (à 4 voix CATB)
- XIV (32 - 35) : Miserere mei Deus (à 4 voix CATB)
- XV (36) : Tantum ergo, In elevatione Corporis Christi (à 5 voix CCATB)

### Feria sexta In Passione Domini
Le Vendredi saint, jour de la Passion du Christ, est le sommet de ce chef-d'œuvre, y compris ses impropères. L'œuvre compte 12 pièces (no 16 - 27, folios 37 - 60).
- XVI (37 et 38) : Heth. Cogitavit Dominus (lecture I à 4 voix CATB, puis 5 voix CAATB)
- XVII (39 - 41) : Lamed. Matribus suis (lecture II à 4 voix CCAT, 5 voix CCATB)
- XVIII (42 - 44) : Aleph. Ego vir videns (lecture III à 5 voix CAATB, 6 voix CCAATB)
- XIX (45) : Tanquam ad latronem (répons IV à 4 voix CATB)
- XX (46) : Tenebræ factæ sunt (répons V à 4 voix CCAT)
- XXI (47 et 48) : Animam meam dilectam (répons VI à 4 voix CATB)
- XXII (49) : Tradiderunt me (répons VII à 4 voix CATB)
- XXIII (50) : Iesum tradidit impius (répons VIII à 4 voix CCAT)
- XXIV (51 - 52) : Caligaverunt oculi mei (répons IX à 4 voix CATB), suivi du Benedictus (XIII) et du Miserere (XIV)
- XXV (53 - 57) : Passio secundum Ioannem (à 4 voix CATB pour les juifs)

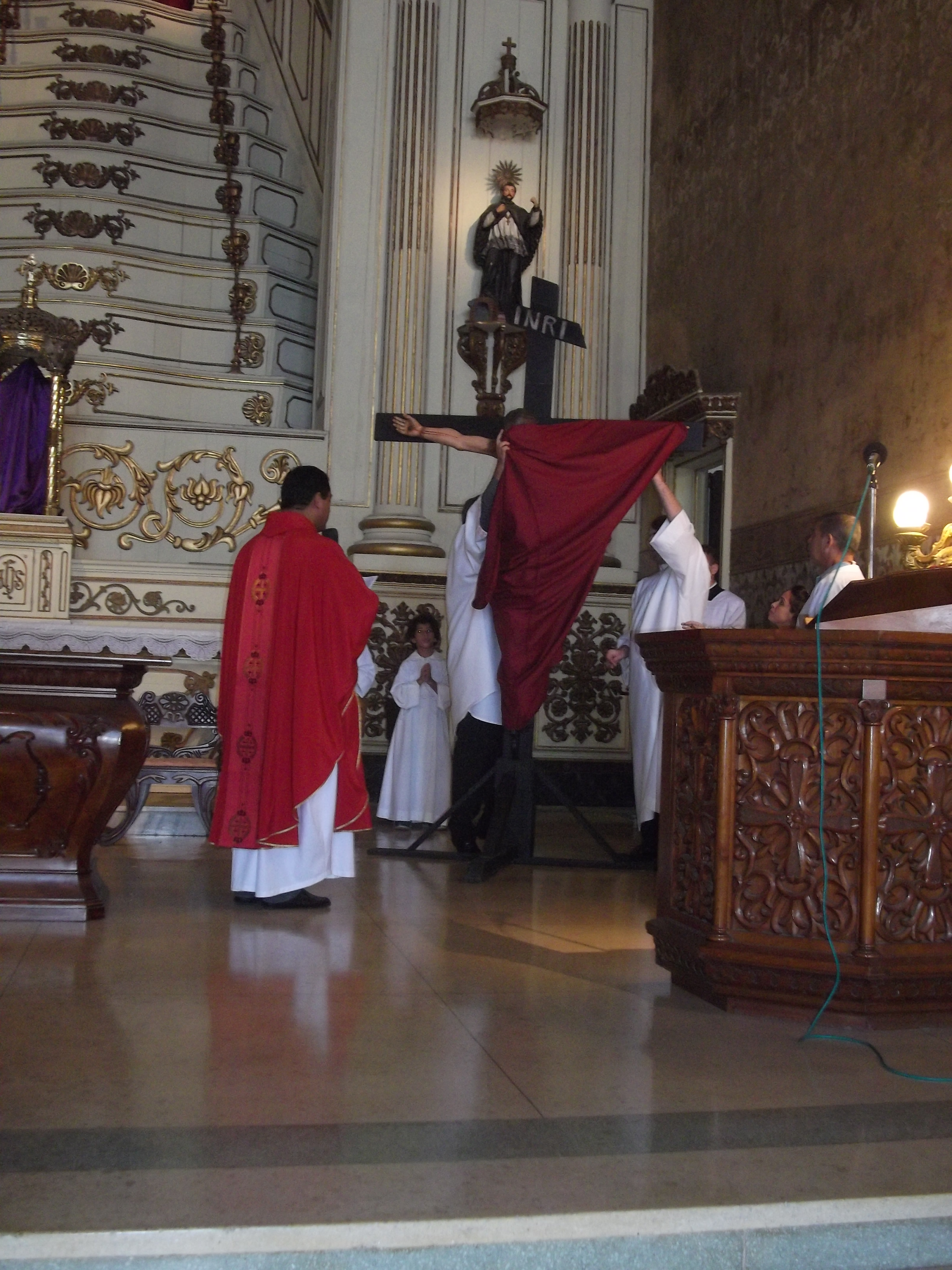
In adoratione Crucis
(adoration de la Croix).

- XXVI (58 et 59) : Vere languores, In adoratione Crucis (à 4 voix CATB)
- XXVII (60) : Popule meus (Improperia), In adoratione Crucis (à 4 voix CATB, en double chœur, en alternance selon le texte bilinge, grec et latin)

### Sabatto Sancto
Les 10 pièces (no 28 - 37, folios 61 - 79) se consacrent au Sabattum Sanctum (Samedi saint).
- XXVIII (61 et 62) : Heth. Misericordiæ Domini (lecture I à 4 voix CATB puis 6 voix CCATTB)
- XXIX (63 - 65) : Aleph. Quomodo (lecture II à 4 voix CCAT, 5 voix CCATB)
- XXX (66 - 69) : Incipit oratio (lecture III à 6 voix CCATTB, 8 voix CCAATTBB)
- XXXI (70) : Recessit pastor noster (répons IV à 4 voix CATB)
- XXXII (71) : O vos omnes (répons V à 4 voix CCAT)
- XXXIII (72) : Ecce quomodo moritur (répons VI à 4 voix CATB)
- XXXIV (73) : Astiterunt reges (répons VII à 4 voix CATB)
- XXXV (74) : Æstimatus sum (répons VIII à 4 voix CCAT)
- XXXVI (75) : Sepulto Domino (répons IX à 4 voix CATB), suivi du Benedictus (XIII) et du Miserere (XIV)
- XXXVII (76 - 79) : Vexilla Regis (à 4 voix CATB puis 6 voix CCAATB)

### Table de matériaux
La dernière page est l'INDEX OMNIVM QVÆ IN HOC LIBRO. L'année de publication et l'édition sont également indiquées.

## Usage liturgique
Œuvre composée à Rome, en faveur du Saint-Siège, ce dernier conserve toujours ce chef-d'œuvre de la Contre-Réforme pour la Semaine sainte. Les exécutants distingués se composent traditionnellement du Chœur de la chapelle Sixtine ainsi que de la Cappella Giulia.
Il est normal qu'une fois l'époque de l'enregistrement sonore arrivée, plusieurs disques enregistrés au Vatican aient apparu dans la première moitié du XXe siècle avec la participation de célèbres maîtres de chapelle, tel Lorenzo Perosi. Le premier disque du label français SEMS / Musique au Vatican (Société d'édition de musique sacrée), sorti vers 1935, se consacrait à la pièce Tenebræ factæ sunt et à la Passion selon saint Jean de Victoria. Mais en 1904 déjà, centenaire du décès de saint Grégoire le Grand, les Improperia du compositeur aussi avaient été extraordinairement enregistrés sous la direction de Baron Rudolf Kanzler, au moment des enregistrements monumentaux de nombreux chants grégoriens.

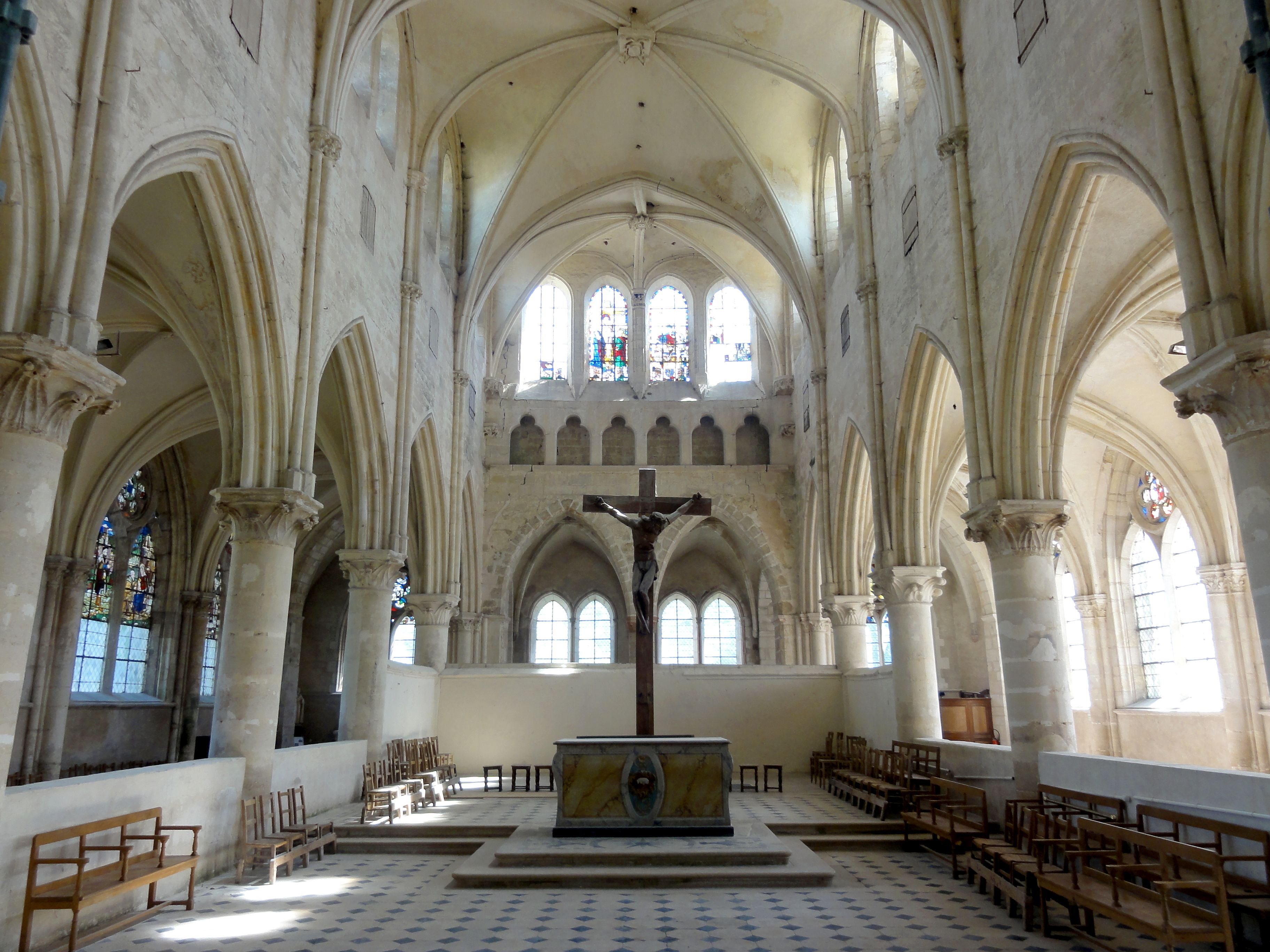
Collégiale Saint-Martin de Champeaux (célébration et enregistrement en 1991).

Il s'agit certes d'une musique sacrée. Néanmoins, cette œuvre demeure tellement liturgique que l'on constate, dans les enregistrements de la version intégrale, cette caractéristique particulière. Le premier, sorti en 1973, était enregistré, principalement par les moines bénédictins de l'abbaye Saint-Dominique de Silos conservant la tradition du chant grégorien. Son interprétation demeure liturgique, sous la direction de Dom Ismael Fernández de la Cuesta qui avait étudié ce chant liturgique en France. Avec sa connaissance profonde, ce dernier chantait aussi le rôle de Jésus-Christ dans la Passion selon saint Jean. D'ailleurs, l'objectif de l'Ensemble vocal Jean-Paul Gipon était, d'abord, célébrer les offices de la semaine sainte de 1991 à l'ancienne collégiale Saint-Martin de Champeaux, selon la version solennelle de Victoria, à la fin du mois de mars. Son enregistrement ne fut effectué qu'en mai et juin.
Même au XXIe siècle, l'Officium Hebdomadæ Sanctæ demeure indispensable en faveur des célébrations solennelles, surtout au sein du Vatican. Ainsi, celle de la Semaine sainte en 2013 fut tenue avec le témoignage de cette musique de Victoria, en présence de nombreux cardinaux ayant participé au conclave .

## Partition

### Publication originale
- 1585 :  THOMÆ LVDOVIC DE VICTORIA ABVLENSIS, OFFICIVM HEBDOMADÆ SANCTÆ, PERMISSU SUPERIORUM, ROMÆ, Apud Alexandrum Garudanum, M. D. LXXXV [manuscrit en ligne] (pour obtenir la notation contemporaine, voir la rubrique transcription)

### Partition contemporaine
- 1896/1897/1898 : Officium hebdomadæ sanctæ, dans l'annuaire Kirchenmusikalisches Jahrbuch, tome XI (p. 1 - 28), tome XII (p. 29 - 72) et tome XIII (p. 73 - 160), dont l'éditeur Franz Xaver Haberl modifiait considérablement le texte et la mélodie[gr 4]
- 1908 : Thomæ Ludovici Victoria Abulensis, Opera omnia : ex antiquissimis, iisdemque rarissimis, hactenus cognitis editionibus in unum collecta, atque adonotationibus, tum bibliographicis, tum interpretaroriis, tome V, p. 111 - 200 et tome I, p. 24 - 26 (pour Vere languores), édité par Felipe Pedrell, Breitkopf & Härtel, 1908 (1902, tome I)[15]
- 1977 : Officium hebdomadæ sanctæ, estudio y edición crítica por Samuel Rubio, préambulo de Antonio Iglesias, 337 p. en un tome, Ediciones del Instituto de Música Religiosa, Cuenca[16]
- 1982 : Officium hebdomadæ sanctæ, édité par Eugene Casjen Cramer, 4 tomes avec sa thèse révisée de doctorat (université de Boston), Institute of Mediaeval Music, Henryville  (ISBN 978-0-931902055)[17]
- 2019 : Officium Hebdomadæ Sanctæ 1585, dans sa nouvelle édition intégrale de Tomás Luis de Victoria, tome IV/1, CH201805, Verlag C. Hofius, Ammerbuch, (ISMN 979-0-50248-144-5) [extrait en ligne]

### Partition en ligne
- Version de l'université de Malaga : Officium Hebdomadæ Sanctæ [partition en ligne]

Si cela est possible, il est recommandé que l'exécution soit tenue avec la partition originale, en notation mesurale blanche, afin de réaliser la même qualité de l'époque de composition.

## Enregistrement

### Version intégrale
- Coro de Monjes del Monasterio de Santo Domingo de Silos et Coro de Voces Blancas de Burgos, Officium Hebdomadæ Sanctæ, direction de Dom Felipe Fernández, Hispavox, Colección de Música Antigua Española HHS16/17/18, 3 disques, 1973
[écouter en ligne, DC I] ; [DC II]
— Enregistrement par les religieux espagnols ; une seule Passion selon saint Jean enregistrée[10]
- Ensemble vocal Jean-Paul Gipon, Officium Hebdomadæ Sanctæ, direction de Jean-Paul Gipon, Adda (1992) puis BMG France (1997) avec distribution Harmonia Mundi HM CD 78X3, 3 DC[18] ;
— De même, l'enregistrement de la Passion selon saint Matthieu, pour le dimanche des Rameaux, fut omis[gr 5]; celle de saint Jean fut exécutée en polyphonie ainsi qu'en plain-chant[gr 5] ; « Cette intégrale a été enregistrée les 26, 27, 28 mai et 16, 17, 18 juin 1991 en la Collégiale Saint-Martin de Champeaux en Seine-et-Marne, après y avoir été donnée dans le cadre des Offices de la Semaine Sainte. »[14].
- La Colombina ainsi que Schola Antiqua, Officium Hebdomadæ Sanctæ, direction de Juan Carlos Asensio, Glossa, collection Los Siglos de Oro  GCD922002, 3 DC, 2005 [écouter en ligne] ;
— Version complètement intégrale ainsi que « mise en contexte » ; enregistrée dans le cadre du festival Semaine de la musique religieuse à Cuenca en avril 2004[11]
- La Capella Reial de Catalunya et Hespèrion XXI, Passion - Officivm Hebdomadæ Sanctæ, direction de Jordi Savall, Alia Vox AVSA9943, 3 DC (en Super Audio CD), 2021 ;
— Enregistrement direct lors des concerts des 24 et 27 juillet 2018 à la Kollegienkirche de Salzbourg, dans le cadre du festival de Salzbourg

### Répons / Lamentation
Les enregistrements des pièces, notamment celles des répons et des Lamentations, restent nombreux. Il faut remarquer que l'enregistrement de l' Officium était traditionnellement préféré par la Cappella Giulia du Vatican de laquelle Giovanni Animuccia, collaborateur de Victoria, était le maître de chapelle au XVIe siècle. L'œuvre fut retrouvée même en Angleterre par Sir Richard Runciman Terry († 1938), musicologue converti en catholicisme en 1896, et sous influence de celui-ci, de nombreux enregistrements de l'Officium furent tenus dont le premier d'outre-Manche était celui de George Malcolm effectué en 1959. En dépit de beaucoup d'enregistrements distingués, on continue à sortir de nouveaux albums.
Dans le catalogue d'Eugene Casjen Cramer, Tomás Luis de Victoria, A Guide to Research (1998), sa discographie en détail est présentée.
- 1904 : [La Chapelle Giulia ?], Improperia pezzo tolto dall'Offium hebdomadæ sanctæ, direction de Rudolf Kanzler, collection Canto Gregoriano, Société Gramophone 054781[20],[gr 3],[21] [écouter en ligne]
- 1929 : Basilica Chor des Sankt Hedwigs Kathedrale, Regens Chori et Chorus ecclesiæ Sanctæ Hedovigis Berolinensis, Popule meus, direction de Pius Kalt, Polydor 27117[gr 6]
- vers 1935 : La Chapelle Giulia, Tenebræ factæ sunt et Saint John Passion, direction de Ernesto Boezi, SEMS / Musique au Vatican 1[gr 2]
- avant 1942 : Julien Chapel Choir, O vos omnes, direction de Ernesto Boezi, SEMS / Musique au Vatican 8[gr 2]
- avant 1942 : Barcelona Orfeó Català, Caligaverunt oculi, direction de Lluís Millet, SEMS / Musique au Vatican 38[gr 2]
- 1943 : Coro della Cappella Sistina, Tenebræ factæ sunt, direction de Lorenzo Perosi, Gramophone DB1572[gr 3]
- 1947 : Roman-Vatican Choir, Tenebræ factæ sunt et Animam meam, direction de Licinio Refice, Mercury Records MG10063[gr 7]
- avant 1948 : Coro de la Cappella Giulia, the six Responsories for Thursday of Tenebræ, direction de Armando Antonelli, SEMS / Musique au Vatican 1113 - 1115[gr 2]
- vers 1950 : Coro de la Cappella Giulia, Saint John Passion, direction de Ernesto Boezi, SEMS / Musique au Vatican 1159 - 1162[gr 8]
- 1953 : Helsinki University Chorus, O vos omnes, direction de Martti Turunen, Remington Records R199167[gr 9]
- 1954 : Sistine Chapel Choir, Tenebræ factæ sunt, Caligaverunt oculi mei, Animam meam, Vere languores et Vexilla Regis (6e verset seul), direction de Domenico Bartolucci, Period Records SPL706[gr 10]
- 1955 : Chœur des Moines de l'abbaye bénédictine du Montserrat avec les enfants de la Escolania, Les dix-huit répons de la Semaine Sainte, direction de Dom Ireneu Segarra, Éditions Studio SM SM33-15[22] [écouter en ligne]
- 1955 : Quartetto Polifonico, O vos omnes et Tenebræ factæ sunt, Decca Records LXT2945[gr 11]
- 1956 : Agrupación Coral de Cámara de Pamplona, Popule meus, Ière Leçon de Ier Nocturne du Vendredi Saint ainsi que Ière et IIe leçons de Ier Nocturne du Samedi Saint, direction de Luis Morondo, Lumen LD2.I08 [écouter en ligne]
- avant 1957 : Wiener Sängerknaben, Tenebræ factæ sunt, Philips Records N00624R[gr 6]
- 1959 : Westminster Cathedral Choir, Responsories for Tenebræ, direction de George Malcolm, Argo Record ZRG5149[2]
- 1961 : Coros de Radio Nacional de España, Popule meus et Vere languores, direction de Alberto Blancafort, Pax P367[gr 10]
- 1964 : Schola de Grand Séminaire de Québec, Popule meus, direction de Elzéar Fortier, RCA Victor CGP138[gr 9]
- vers 1967 : Scuola di chiesa, Improperia, Lamentations etc., direction de John Hoban, Pye Virtuoso TPLS13007[gr 12]
- 1969 : Scuola di chiesa, the eighteen Tenebæ Responsories, direction de John Hoban, Pye Virtuoso TPLS13015[gr 12]
- 1989 : Westminster Cathedral Choir, Responsories for Tenebræ, direction de David Hill, Hyperion Records CDA66304[gr 5]
- 1990 : The Tallis Scholars, Tenebræ Responsories, direction de Peter Phillips, Gimell Records CDGIM022[23]
- 1990 : Pro Cantione Antiqua, the eighteen Tenebræ Responsories, direction de Bruno Turner, Ariola Records GD77056QH[gr 13]
- 1991 : The Sixteen Choir, Tenebræ responsories from Officium Hebdomadæ Sanctæ, direction de Harry Christophers, EMI Records[22]
- 1994 : Choir of Trinity College, Cambridge, Easter Week : Lamentations & Tenebræ Responsories, direction de Richard Marlow, Conifer Records B000027PY1[1]
- 1996 : Musica Ficta, Lamentaciones de Jeremías, direction de Raúl Mallavibarrena, Cantus Records C9604[4]
- 2007 : London Oratory, Pueri Hebræorum, Tantum ergo et Improperia, direction de Patrick Russill, Herald Records HAVPCD327[2]
- 2010 : The Tallis Scholars, Lamentations of Jeremiah, direction de Peter Phillips, Hyperion Records CDGIM043[2]
- 2013 : The Tenebrae Choir, Tenebræ Responsories, direction de Nigel Short, Signum Classics SIGCD344[24]
- 2018 : Stile Antico, Tenebræ Responsories, pas de direction, Harmonia Mundi HMM902272[25]